# Slag bij Pteria
In de Slag bij Pteria overwon de Perzische sjah Cyrus II de Lydische vorst Croesus in 547 v.Chr.. Nadat Cyrus zijn grootvader Astyages, koning der Meden en tevens schoonbroer van Croesus, had onttroond besloot de Lydische koning om het Perzische rijk aan te vallen. Voor hij zijn campagne startte vroeg hij volgens Herodotus raad aan het Orakel van Delphi, waarop de priesteres hem zei: een groot rijk zal ten onder gaan.
Gerustgesteld door die voorspelling begon hij aan zijn offensief, en hij verwoestte de vesting Pteria, nabij de rivier de Halys in Centraal-Anatolië. Cyrus leverde vervolgens op de vlakte nabij de stad slag met Croesus. De Lydische cavalerie bleek een taaie tegenstander, maar het Perzische leger wist wel de opmars van de Lydiërs tot staan te brengen.
Croesus ontbond zijn leger, maar Cyrus achtervolgde hem en belegerde Sardes, de hoofdstad van Lydië. Hij nam Croesus gevangen en maakte van Lydië een provincie van het Perzische rijk.